# Manuel Reina Rodríguez
Manuel Reina Rodríguez, noto come Manolo Reina (Villanueva del Trabuco, 1º aprile 1985), è un calciatore spagnolo, portiere svincolato.

## Carriera
Ha iniziato a giocare nelle giovanili del Malaga, nella stagione 2005-2006 ha giocato la sua prima e unica partita in prima squadra contro il Valencia, ed è riuscito a non subire reti, poiché la partita è finita 0 a 0.
Nel 2007 si è trasferito al Levante per giocare nel Levante B. Dopo la partenza di Marco Storari è diventato titolare in prima squadra.
Il 1º giugno 2011, svincolatosi dai Granotes valenciani, firma un contratto triennale fino al 2014 con il Fútbol Club Cartagena, club militante nella Segunda División spagnola..